# 光瓣谷精草
光瓣谷精草（学名：Eriocaulon glabripetalum），为谷精草科谷精草属下的一个种。

## 扩展阅读
維基物種上的相關：光瓣谷精草